# Roto Frank

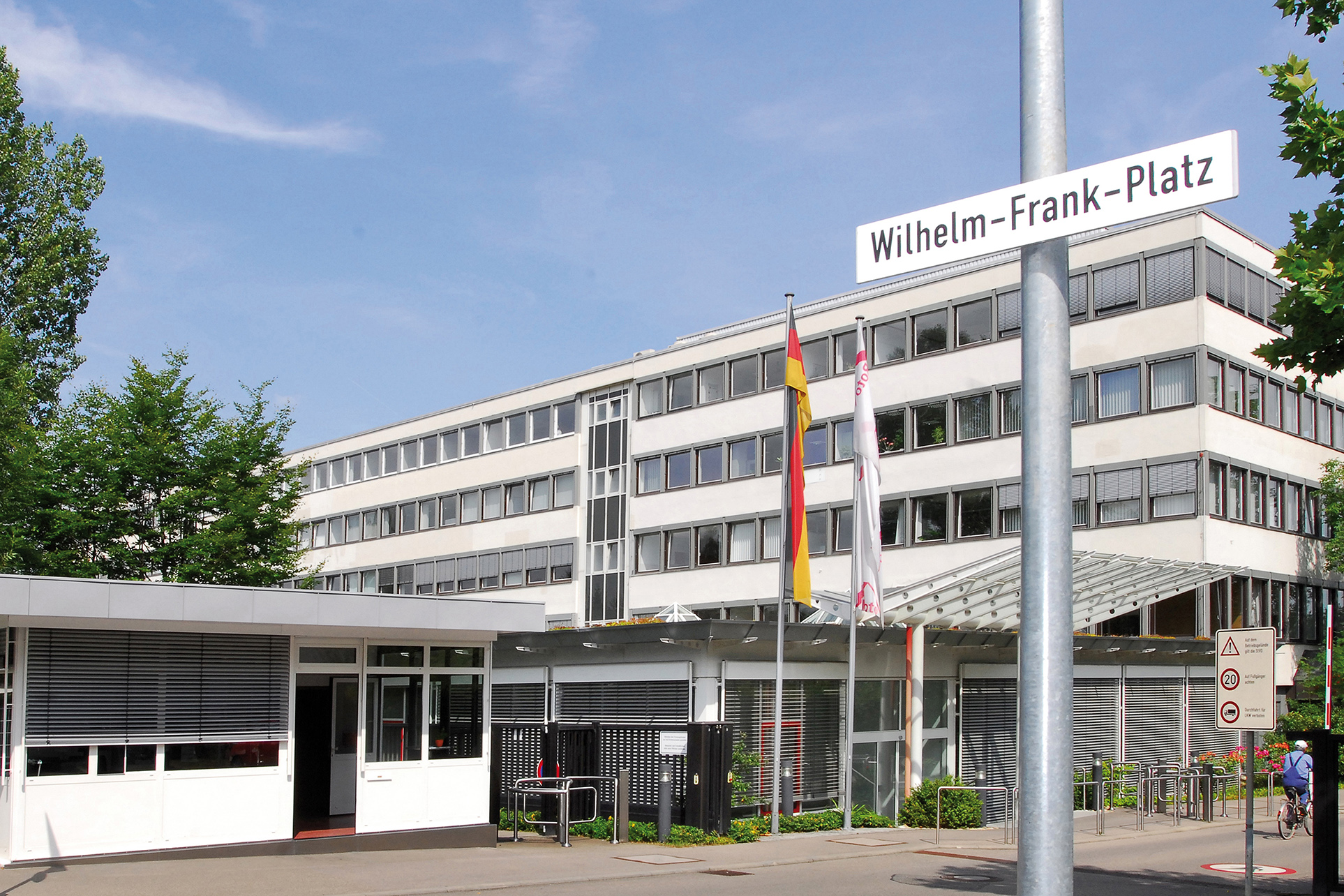
Roto Frank AG Stammsitz in Leinfelden – Echterdingen

Die international ausgerichtete Roto Frank Holding AG mit Stammsitz in Leinfelden-Echterdingen bei Stuttgart ist ein deutsches Unternehmen im Wohnungs- und Industriebau, bestehend aus drei eigenständigen Divisionen Fenster- und Türtechnologie (FTT), Dachsystem-Technologie (DST) und Roto Professional Service (RPS). In 18 Produktionswerken und über 40 Vertriebsniederlassungen arbeiten rund 5.000 Mitarbeiter. Das Unternehmen verfügt über ein Stammkapital von 75 Millionen Euro und befindet sich zu 100 % im Besitz der Gründerfamilie Frank. Im Jahr 2019 erzielte die Roto Gruppe einen konsolidierten Umsatz von 668 Millionen Euro.

## Geschichte
Das Unternehmen Wilhelm Frank wurde 1935 von Wilhelm und Elfriede O. Frank in Stuttgart gegründet. Wilhelm Frank erfand „Roto N“, den ersten von Roto industriell gefertigten Drehkipp-Beschlag, mit dem es möglich war, einen Fensterflügel nicht nur zu drehen, sondern auch zu kippen. Er meldete ihn 1935 zum Patent an und entwickelte ihn zur Serienreife. Zwei Jahre später stellte Frank auf der Leipziger Messe die Roto Bodentreppe vor. 1938 zog das Unternehmen nach Stuttgart-Zuffenhausen um. Im gleichen Jahr entwickelte Frank eine Dreh-Kipp-Beschlagtechnik mit Zweigriff-Bedienung, den „Roto Rekord“. 1948 erwarb er das Roto Firmengelände in Leinfelden-Echterdingen an der heutigen A8 bei Stuttgart. Im Sommer 1950 begann dort die Beschlägeproduktion. 1968 stellte Frank die weltweit erste Dachfensterkonstruktion zum Klappen vor, das Roto Wohndachfenster.
Im Jahr 1989 wurde das Unternehmen zur Roto Frank AG umfirmiert, weitere Systeme entwickelt und ein neues, international einheitliches Markenlogo eingeführt. 2019 neue Gruppenstruktur durch Bildung einer Holdinggesellschaft (Roto Frank Holding AG) und drei eigenständigen, voll ergebnisverantwortlichen Unternehmen (Roto Frank Fenster- und Türtechnologie GmbH, Roto Frank Dachsystem-Technologie GmbH, Roto Frank Professional Service GmbH).

### Werksgründungen und Übernahmen
- 1950: Produktionsbeginn in Leinfelden
- 1975: Werksgründung in Lož (Slowenien)
- 1979: Werksgründung in Faulquemont (Frankreich), Übernahme der Lapp-Finze AG in Kalsdorf bei Graz (Österreich)
- 1982: Werksgründung in Bad Mergentheim-Edelfingen
- 1985: Produktionsbeginn in Chester (Connecticut) (USA)
- 1986: Übernahme der Columbus-Treppen GmbH in Neusäß
- 1989: Übernahme der Wilhelm Weidtmann GmbH & Co. KG in Velbert
- 1992: Übernahme der Elzett Kft, Sopron (Ungarn)
- 1994: Werksgründung in Lubartów (Polen)
- 1995: Werksgründung in Lövő bei Sopron (Ungarn)
- 2008: Übernahme der Gluske-BKV GmbH in Wuppertal
- 2012: Übernahme von Fasco Die Cast Inc. in Mississauga, Ontario (Kanada)
- 2013: Übernahme von Fermax Componentes para Esquadrias in São Paulo (Brasilien)
- 2015: Übernahme der Deventer-Gruppe (Dichtungsteilehersteller) mit Hauptsitz in Berlin und Niederlassungen in den Niederlanden, Polen und Russland[2]
- 2016: Übernahme der Industriesparte des dänischen Beschlägespezialisten für nach außen öffnende Fenster Peder Nielsen
- 2017: Übernahme Union Ltd in Ningbo City, China

## Standorte
Produktionsstätte & Vertriebsniederlassungen der Division Roto Frank Fenster- und Türtechnologie GmbH befinden sich in Deutschland, Österreich, Ungarn, Polen, den Niederlanden, Russland, China, Brasilien, den USA und Kanada. Die 31 Vertriebsgesellschaften, unterstützt von weiteren Vertriebspartnern, sowie 26 Logistikverteilzentren sorgen für eine weltweite Belieferung. Produktionsstätten der Division Roto Frank Dachsystem-Technologie GmbH befinden sich in Deutschland und Polen. Die Servicestandorte der Division Roto Frank Professional Service GmbH befinden sich in Deutschland und der Schweiz.

## Produkte und Service
Die Roto Fenster- und Türtechnologie fertigt Beschlagtechnologien für alle Fensteröffnungsarten und Rahmenmaterialien sowie für Haus-, Wohnungs- und Nebeneingangstüren. Das Produktportfolio erstreckt sich von voll verdeckten, belastbaren Beschlagprogrammen über Schiebesysteme, Komfortbodenschwellen, (elektro-)mechanische Mehrfachverriegelungen und elektrische Lüftungsalternativen bis hin zu Verglasungsklötzen und Dichtprofilen. Die Services der FTT stellen unter anderem Roto Lean, Roto Object Business oder Roto Campus dar.

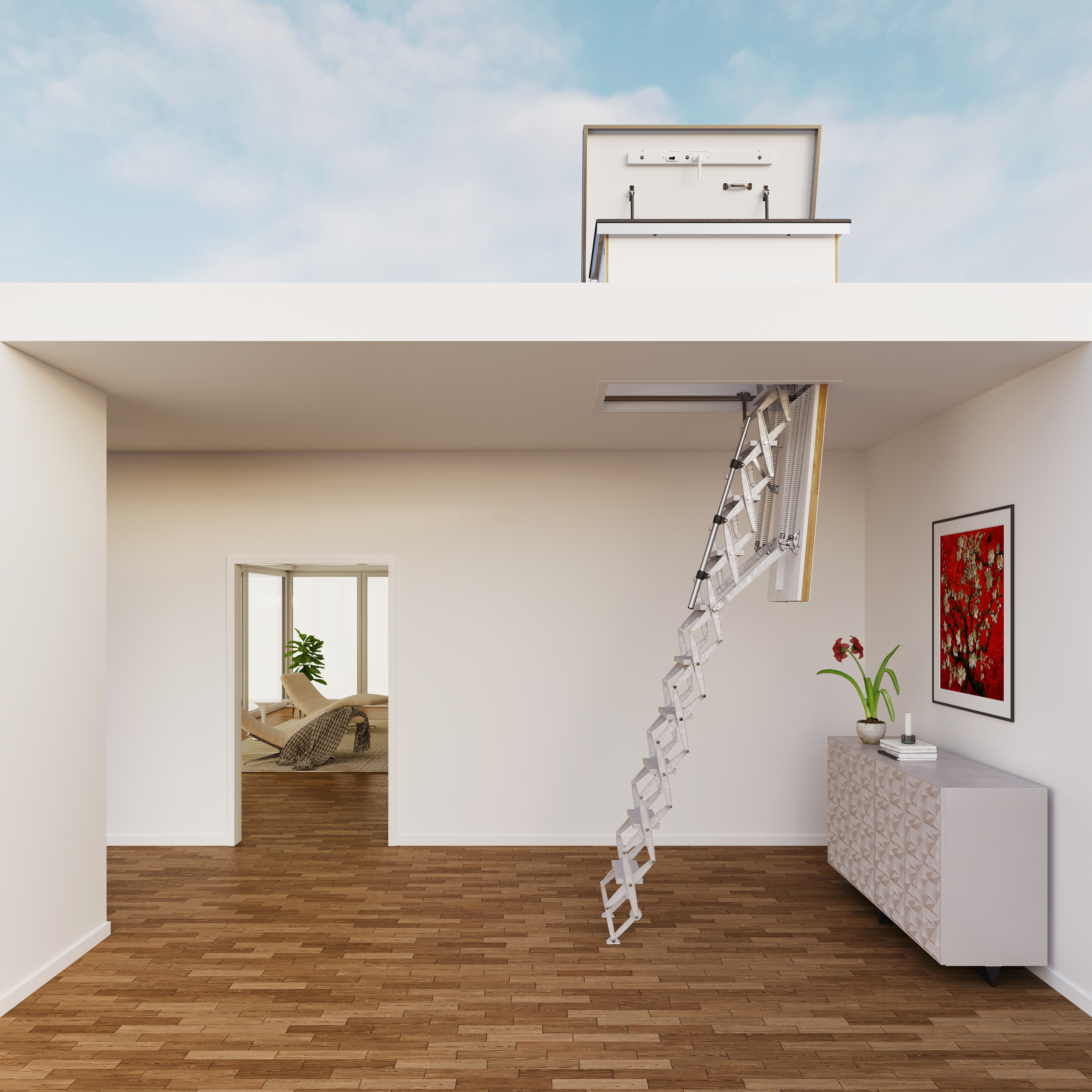
Roto Treppen Flachdachausstieg

Zu den Produkten der Dachsystem-Technologie gehören u. a. Schwing-, Hochschwing- oder Klapp-Schwingfenster in Holz oder Kunststoff, Renovierungsfenster in Holz oder Kunststoff, Anwendungsfenster: Wohndachausstiege, Wohnsicherheitsausstiege, Rauch- und Wärmeabzugsanlagen, Entrauchungsfenster, Ausstattungslösungen für Dachfenster Verdunkelungsrollos, Außenrollladen und Jalousien.
Die Services der Division Roto Profesional Service gewährleisten die Nachversorgung an Fenstern, Türen und Dachfenstern.

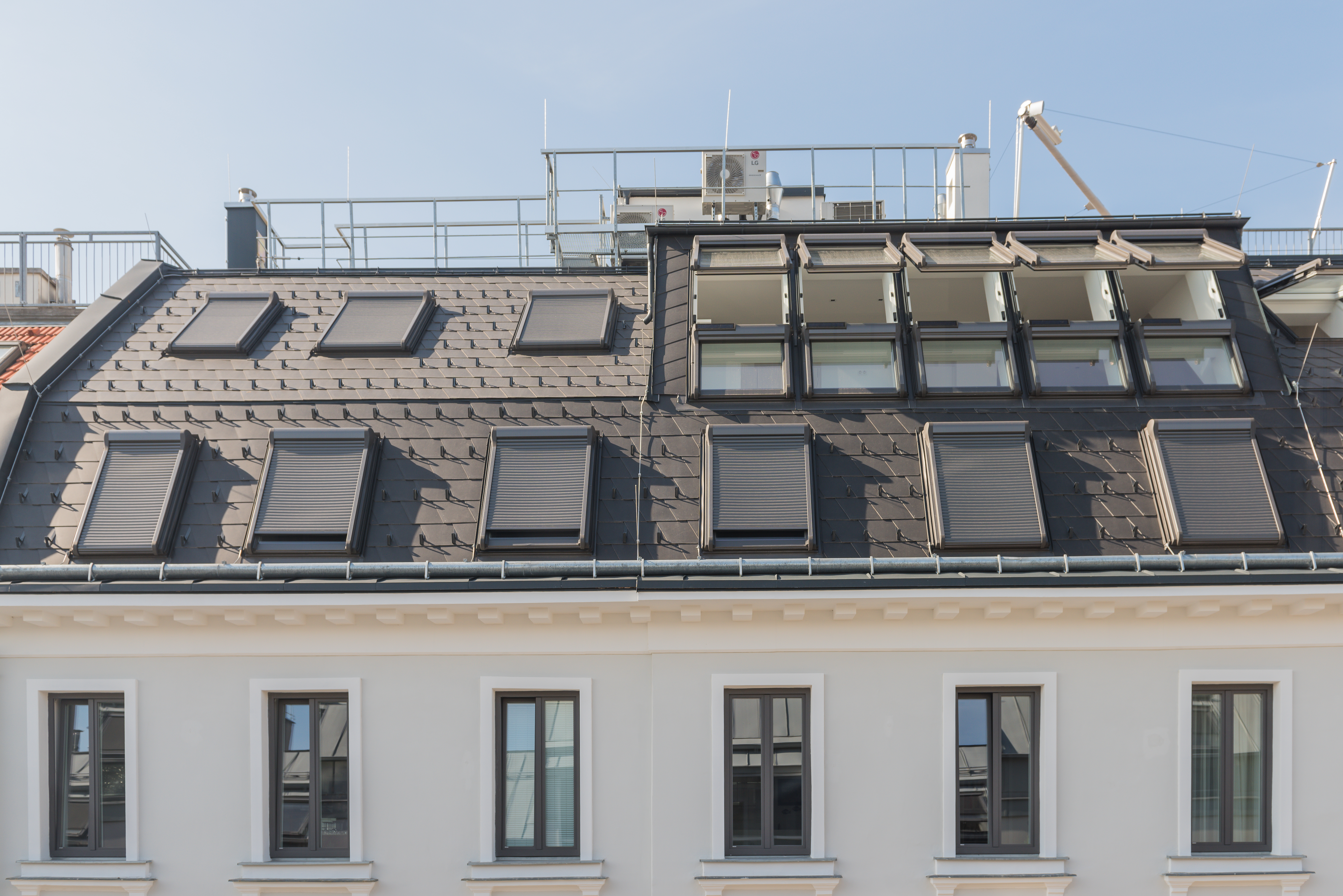
Roto Dachfenster